# 葛木渡船

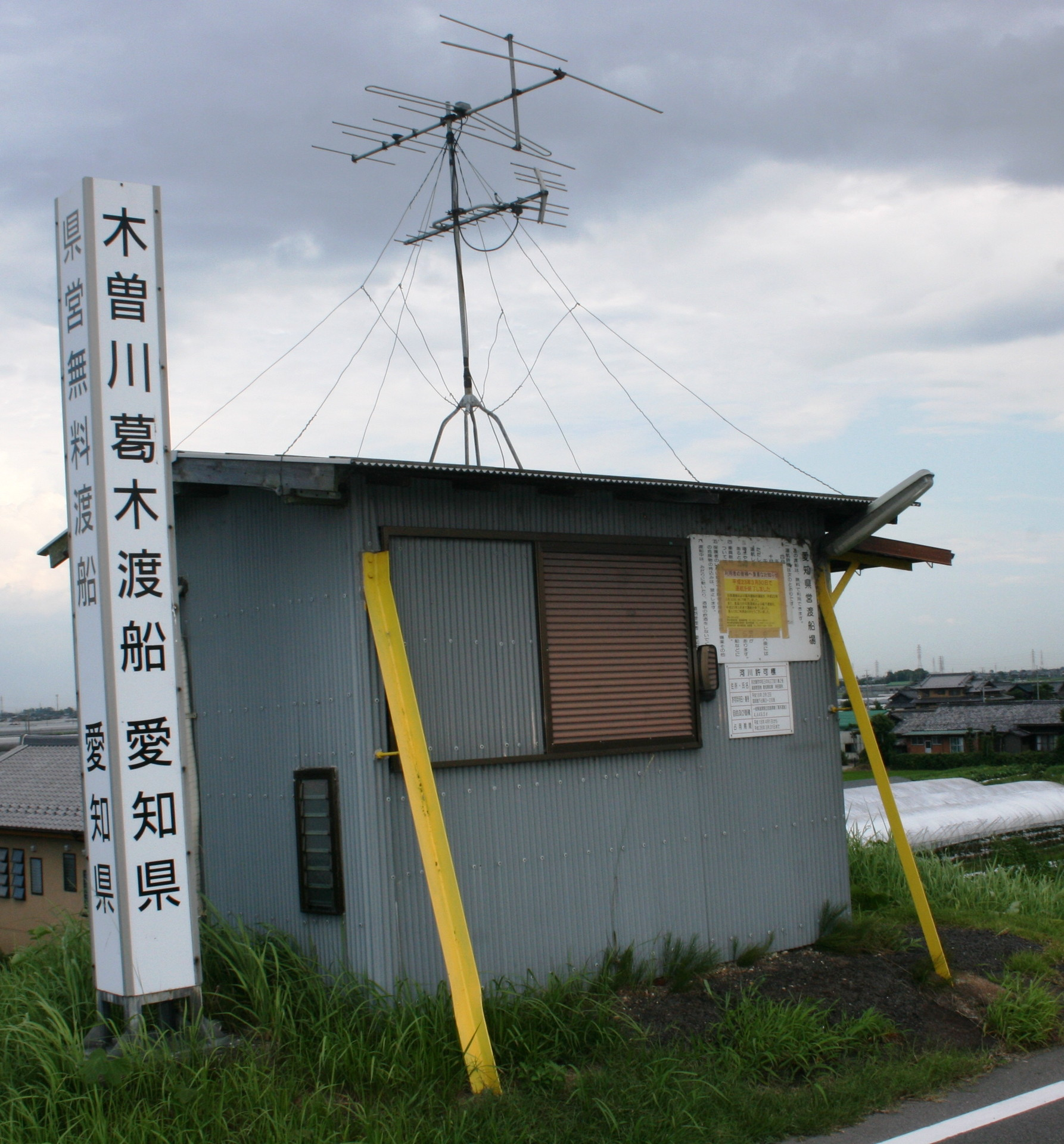
木曽川左岸の葛木渡船の建物
2011年3月30日に運行終了

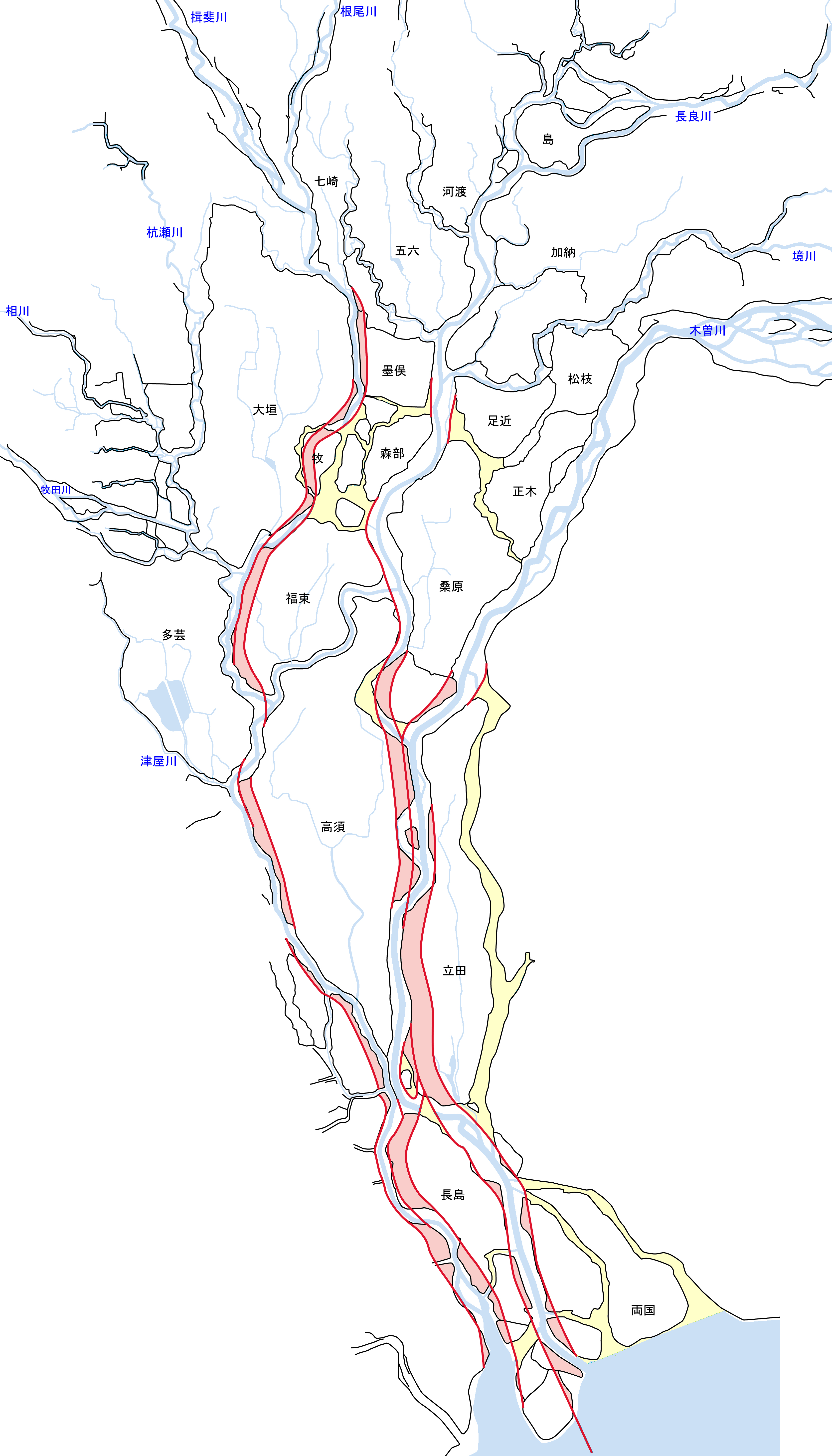
分流工事による堤防の変遷（赤線が新堤防、黒線が旧堤防、薄赤着色部が開削された部分、薄黄着色部が締め切りなどがされた河川）

葛木渡船（かつらぎとせん）とは、愛知県愛西市にあった木曽川の渡し舟である。2011年（平成23年）3月30日をもって廃止となった。正式には「愛知県営葛木渡船場」と言う。

## 概況
愛知県愛西市葛木町を流れる木曽川の渡し舟であった。
葛木渡船のあった場所は江戸時代以前は立田輪中の堤防内であり陸続きであり、立田輪中の西側には木曽川両岸の尾張国葛木村と美濃国森下村の間に「葛木の渡し」があった。明治の木曽三川分流工事で立田輪中の西側を開削して新木曽川が通され、立田輪中の旧西側堤防は木曽川と長良川の間の中堤として転用されたため、東西に分断された葛木村内および岐阜県への交通手段として開設された渡船が葛木渡船である。葛木渡船は木曽川東岸と中堤の間であり、元々「葛木の渡し」であった中堤と森下村の間は森下渡船へと改められる。
開設当初は民間経営であった。運航は愛知県愛西市葛木町の住民による、葛木渡船運営組合に委託運航されていたが、1956年（昭和31年）より愛知県営となる。廃止直前には、県道津島立田海津線の一部を構成していた。運営費は愛知県が負担しており、運賃は無料であった。
2011年（平成23年）3月30日に運行を終了しており、現在では愛西市観光船「葛木丸」の運行が行われている。

## 隣の橋
（下流 河口） 湾岸木曽川橋（伊勢湾岸自動車道） -  木曽川大橋（国道23号（名四国道）） -  尾張大橋 - 木曽川橋梁（近鉄名古屋線） - 木曽川橋梁（JR関西本線） - 木曽川橋（東名阪自動車道） - 木曽川水管橋 - 立田大橋 - 葛木渡船 - 日原渡船（葛木渡船と同時に廃止） - 東海大橋  （上流）